# ماري الأبية (أغنية)
ماري الأبية (بالإنجليزية: Proud Mary)‏ أغنية روك كتبها جون فوجيرتي لفريقه «كريدنس كليرواتر ريفايفال»، وسجلها الفريق لتصدر كأغنية منفردة في يناير 1969، ثم تصدر ضمن الألبوم الثاني للفريق «بايو كونتري Bayou Country». حققت الأغنية نجاحًا كبيرًا في الولايات المتحدة، وبلغت ذروتها في المرتبة الثانية على بيلبورد هوت 100 في مارس 1969، وهي الأولى من بين خمس أغنيات فردية للفريق بلغت ذروتها في المرتبة الثانية.
صدر نسخة من الأغنية بصوت الثنائي «آيك وتينا تيرنر» عام 1971  وحققت نجاح على قائمة بيلبورد لتصل إلى المركز الرابع، وحصلت على جائزة جرامي.

## خلفية الأغنية
قال فجرتي في مقابلة عام 1969، إنه كتب «ماري الأبية» في اليومين التاليين لتسريحه من الخدمة في الحرس الوطني الأمريكي. تكونت الأغنية من عدة أجزاء من أغاني مختلفة، إحداها كانت عن عاملة غسيل تدعى ماري. تمت كتابة السطر «تركت عملًا جيدًا في المدينة» بعد خروج فوجيرتي من الحرس الوطني، والسطر «ابحر على النهر» كان من فيلم ويل روجرز.
قال جون فوجيرتي: "أغنية ماري الأبية" تأتي على لسان سيدة ذات أجر منخفض، تترك ما تعتبره "عملًا جيدًا"، والذي قد نعرِّفه بأنه عمل ثابت، على الرغم من أنه لساعات طويلة في ظل رئيس ديكتاتوري، وتركب على متن ملكة قوارب النهر، لتوديع المدينة. عندما يسبح القارب، ترى السيدة "الجانب الجيد من المدينة" الذي يبدو بالنسبة لها، جانب بعيد، بعيدًا عن حياتها، وتجد على سطح النهر وعلى القارب، الحماية من "الرجل" والخلاص من آلام الطبقة العاملة في روح الرعاية والكرم من الناس البسطاء الذين "يسعدهم العطاء"حتى إذا لم يكن لديك المال". النهر عند فوجيرتي، وتقليدياً في الأدب والأغنية، وهو أيضا مكان يحمل آثارًا توراتية وملحمية، في الواقع، النهر في الأغنية لا يوفر فقط الهروب، بل يوفر أيضًا ولادة جديدة لماري.
تتنقل المركب صعودًا وهبوطًا في النهر، ويرسم فوجيرتي صورة حية لبطلة الأغنية وهي تجد مكانًا مريحًا في مجتمع من الغرباء... الحكاية تعود إلى مارك توين وقصته «الحياة في المسيسيبي، كاملة»، وهنا يستحضر فوجيرتي أسطورة «الرجل المتجول والحياة على طول نهر المسيسيبي» إلى الستينيات.

## الأغنية على القوائم حول العالم
احتلت الأغنية المركز الأول على الولايات المتحدة ريكورد ورلد – يوغسلافيا - جنوب أفريقيا – النمسا.
احتلت المركز الثاني والثالث على التوالي على قائمة بيلبورد وفي نيوزيلندا.
احتلت المركز الرابع في ألمانيا الغربية وسويسرا.
ظهرت في مراكز مختلفة في مجموعة أفضل عشرة أغاني في: أستراليا – النرويج – بلجيكا.
ظهرت في مراكز أخرى على قوائم: هولندا – السويد – ايرلندا.
ظهرت الأغنية على قوائم أفضل أغاني عام 1969: في أستراليا – كندا – جنوب أفريقيا – الولايات المتحدة (بيلبورد).
حصلت على جائزة رابطة صناعة التسجيلات الأمريكية البلاتينية لمبيعات أكثر من 2 مليون نسخة في الولايات المتحدة.

آيك وتينا تيرنر (ماري الأبية) 1971

## نسخة آيك وتينا تيرنر
أصدر الثنائي آيك وتينا تيرنر أغنية «ماري الأبية» في يناير 1971 كأغنية فردية ثانية  من ألبوم عام 1970 «نعمل سوياً Workin' Together». كانت نسخة الثنائي تختلف بشكل كبير عن هيكل النسخة الأصلية، أعاد آيك تورنر وسوكو ريتشاردسون تشكيل الأغنية، وأصبحت تبدأ بنبرة عاطفية بطيئة، حيث تقدم تينا الأغنية وتحذر الجمهور من أنها والفريق سيبدأون الأغنية «لطيفة وسهلة» لأننا «لا نفعل شيئًا لطيفًا وسهلاً» ولكنهم قالوا إنهم سيفعلون ذلك. أنهيها «لطيفة وخشنة»، يتم غناء الكلمات بهدوء لأول مرة، وتصبح أحد أشهر أغاني تينا تورنر المميزة.
بلغت الأغنية ذروتها في المركز الرابع على قائمة بيلبورد هوت 100، في 27 مارس 1971، بعد عامين من وصول النسخة الأصلية بصوت «كريدنس كليرواتر ريفايفال» إلى ذروتها، وحصلت على الثنائي جائزة جرامي لأفضل أداء (R&B) في عام 1972. استمرت الأغنية في أن تكون جزءًا أساسيًا من عروض تينا بعد انفصالها عن زميلها في الغناء وزوجها أيضاً أيك تيرنر، وفي عام 1988، تم تضمين نسخة حية من «ماري الأبية» في ألبوم «تينا في عرض حي في أوروبا».

## استقبال الأغنية
كتبت مجلة بيلبورد في 23 يناير 1971: حصل لحن جون فوجيرتي الكلاسيكي على علاج قوي بأصالة آيك وتينا تورنر، ودفعه إلى إعادة دخوله في قوائم بيلبورد هوت 100، وقوائم السول، دخول ديناميتي.
كتبت مجلة كاش بوكس في 23 يناير 1971: «المقدمة البطيئة تكذب تقريبًا القوة التي تنمو في إحياء هذه الأغنية الكلاسيكية، يمكن لمبيعات تسجيلات () ان تحقق زخمًا كافيًا لوضع الأغنية في قمة قائمة أفضل الأغاني الأربعين مرة أخرى».
كتبت مجلة ورلد ريكورد في 23 يناير 1971: «يقدم آيك وتينا تيرنر أغنية لطيفة وخشنة على كلاسيكية» كريسدنس كليرواتر ريفايفال«، من الرائع سماع آيك ينضم بصوت جيتار الباس الرائع، ومقدمة تينا الرائعة تحقق ثمناً مرتفعاً للدخول للأغنية».

## نسخة آيك وتينا تيرنر على القوائم حول العالم
ظهرت النسخة في المراكز من الثاني إلى السادس على قوائم: الولايات المتحدة (ورلد ريكورد) (كاش بوكس) (بيلبورد) – هولندا.
ظهرت في المركز 11 في كندا – المركز 16 في بلجيكا – المركز 21 في ألمانيا الغربية.
ظهرت على قوائم أفضل أغاني نهاية عام 1971 في: هولندا – كاش بوكس – بيلبورد – بلجيكا.
حصلت على جائزة رابطة صناعة التسجيلات الأمريكية الذهبية في الولايات المتحدة.
حصلت على جائزة رابطة صناعة التسجيلات البريطانية الذهبية في المملكة المتحدة.
فازت النسخة بجائزة جرامي لأفضل أداء صوتي (R&B) لعام 1972.
دخلت الأغنية الأصل لفريق (كريسدنس كليرواتر ريفايفال) ونسخة آيك وتينا تيرنر إلى قاعة مشاهير الجرامي في عامي 1998 و 2003 على التوالي.
احتلت الأغنية المرتبة 155 على قائمة رولينج ستون لعام 2004 لأعظم 500 أغنية في كل العصور.  

## نسخ أخرى للأغنية
قام بأداء الأغنية 295 فنان كان أبرزهم:
سولومن بيرك - بوبي جولدسبورو - تومي رو – جورجيو - جو دولان – فريق التريمولاز – بروزرهود اوف مان - إلفيس بريسلي – فريق الأوزمزندس - نيل سيداكا – فريق ستاتيس كو.

## كلمات الأغنية
تركت عملاً جيداً في المدينة Left a good job in the city
واعمل لرجل ليلاُ نهاراً Workin' for the man ev'ry night and day
ولم أفقد أبدًا دقيقة واحدة من النوم And I never lost one minute of sleepin'
للقلق بشأن ما كان يمكن أن تكون عليه الأمور Worryin' 'bout the way things might have been
العجلة الكبيرة تستمر في الدوران Big wheel keep on turnin'
ومريم الأبية لا تزال تحترق Proud Mary keep on burnin'
ابحر، ابحر، ابحر على النهر Rollin', rollin', rollin' on the river
نظفت الكثير من الصحون في ممفيس Cleaned a lot of plates in Memphis
أخرجت الكثير من الألم في نيو أورلينز Pumped a lot of pain down in New Orleans
لكنني لم أر قط الجانب الجيد من المدينة But I never saw the good side of the city
حتى استطعت ركوب ملكة قوارب نهر 'Til I hitched a ride on a river boat queen
العجلة الكبيرة تستمر في الدوران Big wheel keep on turnin'
ومريم الأبية لا تزال تحترق Proud Mary keep on burnin'
ابحر، ابحر، ابحر على النهر Rollin', rollin', rollin' on the river
إذا هبطت أسفل النهر If you come down to the river
أراهن أنك ستجد بعض الناس الذين يعيشون Bet you gonna find some people who live
لا داعي للقلق لأنه ليس لديك مال You don't have to worry 'cause you have no money
يسعد الناس في النهر بالعطاء People on the river are happy to give

## وصلات خارجية
https://www.songfacts.com/facts/creedence-clearwater-revival/proud-mary ماري الأبية (أغنية)
https://www.youtube.com/watch?v=MqoAwtgFziA ماري الأبية (أغنية)
https://www.youtube.com/watch?v=hzQnPz6TpGc ماري الأبية (أغنية)
https://www.youtube.com/watch?v=LiJw79k4wGc ماري الأبية (أغنية)
https://www.youtube.com/watch?v=G1Q6ZLvm1mE ماري الأبية (أغنية)